# Holasteron
Holasteron es un género de arañas cazadoras de hormigas del orden Araneae. Fue descrito por Barbara Baehr en 2004.

## Especies
- H. aciculare Baehr, 2004
- H. aspinosum Baehr, 2004
- H. driscolli Baehr, 2004
- H. esperance Baehr, 2004
- H. flinders Baehr, 2004
- H. hirsti Baehr, 2004
- H. humphreysi Baehr, 2004
- H. kangaroo Baehr, 2004
- H. marliesae Baehr, 2004
- H. perth Baehr, 2004
- H. pusillum Baehr, 2004
- H. quemuseum Baehr, 2004
- H. reinholdae Baehr, 2004
- H. spinosum Baehr, 2004
- H. stirling Baehr, 2004
- H. wamuseum Baehr, 2004